# کریستال (میمون)
کریستال (انگلیسی: Crystal) یک میمون شنل‌پوش کاکلی دست‌آموز است که توسط شرکت «بِردز اَند اَنیمالز آنلیمیتد» (بزرگ‌ترین شرکت تربیت‌کننده حیوانات برای سینمای آمریکا) به‌منظور بازیگری در سینما و تلویزیون تربیت شده‌است. نخستین نقش‌آفرینی این میمون هنگامی که ۳ ساله بود، در فیلم سینمایی جرج جنگل محصول والت دیزنی پیکچرز روی داد. او همچنین نقشِ «دِکستر» در مجموعه‌فیلم‌های شب در موزه، نقش یک میمون موادفروش در خماری: قسمت دوم و نقش یک میمون خانگی به نام «بنی» را در خانواده فیبلمن (به کارگردانی استیون اسپیلبرگ) ایفا کرد. کریستال در سال ۲۰۱۲ در یک کمدی موقعیت تلویزیونی به‌نام مطب دام‌پزشکی نقش «دکتر ریزو» را بازی کرد. این میمون نامش را از خوانندهٔ سبک کانتری کریستال گیل می‌گیرد. والاس نویسندهٔ مجلهٔ نیویورک نوشت که صفحه اختصاصی کریستال در بانک اطلاعات اینترنتی فیلم‌ها «از اکثر بازیگرانی که سه برابر او سن دارند، پربازدیدتر است» و جو فلینت از لس آنجلس تایمز او را «یک بازیگر کهنه‌کار فیلم و تلویزیون با فهرستی از آثار رشک‌برانگیز در آی‌ام‌دی‌بی» نامید. روزنامهٔ یواس‌ای تودی کریستال را «چشمگیرترین میمون هالیوود» و لس آنجلس تایمز او را «تواناترین حیوان خانگی هالیوود» خواند.
در فیلم شب در موزه: نبرد اسمیتسونین کریستال در صحنه‌ای به بن استیلر سیلی می‌زد، در حالی که مربی‌اش از پشت صحنه او را تشویق می‌کرد که: «بزنش! بزنش! محکم‌تر بزنش!» استیلر در آن هنگام به شوخی گفته بود: «من واقعاً از این میمون بدم میاد. واقعاً هیچ‌جوره آدم احساس خوبی نداره وقتی یه میمون به صورتش سیلی می‌زنه.»

## گزیدهٔ فیلم‌شناسی

### سینما
- خانواده فیبلمن (۲۰۲۲)
- شادکامی مطلق (۲۰۱۹)
- پیرمرد صدساله‌ای که فلنگ را بست و ناپدید شد (۲۰۱۶)
- افسانه‌های معبد پنهان (۲۰۱۶)
- شب در موزه: راز مقبره (۲۰۱۴)
- درود برتو پادشاه (۲۰۱۴)
- ما باغ‌وحش خریدیم (۲۰۱۱)
- نگهبان باغ‌وحش (۲۰۱۱)
- خماری: قسمت دوم (۲۰۰۱)
- شب در موزه: نبرد اسمیتسونین (۲۰۰۹)
- ۱۰ به یوما (۲۰۰۷)
- شکست در اجرا (۲۰۰۶)
- شب در موزه (۲۰۰۶)
- سگ پشمالو (۲۰۰۶)
- شوخی با دیک و جین (۲۰۰۵)
- گارفیلد (۲۰۰۴)
- دکتر دولیتل ۲ (۲۰۰۱)
- معبر وحشت (۲۰۰۰)
- دکتر دولیتل (۱۹۹۸)
- جرج جنگل (۱۹۹۷)

### تلویزیون
- مطب دام‌پزشکی (۲۰۱۲)
- تئوری بیگ بنگ (۲۰۱۱)
- انجمن (۲۰۱۳–۲۰۱۰)
- دنیای مالکوم (۲۰۰۲)